# 小烟墩站
小烟墩站是位于湖北当阳市庙前镇的一个铁路车站，邮政编码444119。车站建于1970年，有焦柳铁路经过该站，现仅办理货运业务，不办理客运业务。车站距离月山站668公里，隶属武汉铁路局，是四等站，本站及相邻上下行区间均为电气化区段。